# 朱弁
朱弁（1085年—1144年），字少章，號觀如居士，婺源（今屬江西）人。

## 生平
婺源（今屬江西）人，後移居新鄭（今屬河南），“少穎悟，讀書日數千言。既冠，入太學，晁說之見其詩，奇之，妻以兄女”。靖康之變時避亂江南。高宗建炎元年（1127年），以諸生補修武郎，充當河東大金軍前通問副使，隨正使王倫赴金探問二帝，留金十七年，持節不屈，遭遣冷山牧馬。
紹興十三年（1143年），宋金紹興和議成，與洪皓、張劭返，高宗詔為“忠義守節”，三人辭旨憤激，語多忤秦檜。遷宣教郎、直秘閣，主管佑神觀。紹興十四年（1144年）卒，年六十。著有《聘遊集》、《輶軒唱和集》，已佚；今存有《曲洧舊聞》、《風月堂詩話》等。事蹟見《晦庵先生朱文公集》卷九八《奉使直秘閣朱公行狀》，《宋史》卷三七三有傳，「朱弁回朝」是寫朱弁的故事。